# 슈테판 에펜베르크
슈테판 에펜베르크(독일어: Stefan Effenberg, 1968년 8월 2일 ~)는 은퇴한 독일의 축구 선수이다. 그는 현역 시절에 중앙 미드필더로 활약했으며, 리더쉽, 슈팅력, 피지컬 능력을 지닌 인물이지만, 동시에 무시무시한 성격의 소유자와 논란의 인물로도 알려져 있다. 이러한 그의 성격 탓에 호랑이(The Tiger)라는 별명으로도 잘 알려져 있는데 이는 그의 헤어스타일에서 유래했다.
분데스리가에서, 그는 FC 바이에른 뮌헨 소속으로 6시즌을 두 기간으로 나누어 활약한 것으로 알려져 있다. 에펜베르크는 은퇴하기 전까지 109장의 옐로우카드를 수집하여, 가장 많은 경고를 받은 선수로도 기록되었다.
그는 30차례 독일 국가대표팀 출장 기록을 세웠는데, 코칭스태프와의 불화로 이른 시기에 국가대표팀과 결별하였다. 그는 한차례의 UEFA 유럽 축구 선수권 대회와 한차례의 FIFA 월드컵에 참가하였다. 그의 별명은 호랑이 (Der Tiger)이다.

## 클럽 경력
함부르크의 닌도르프 출신으로, 에펜베르크는 보루시아 묀헨글라트바흐에서 프로 데뷔를 하여, 20세가 되었을때에는 부동의 주전자리를 확보하였다. 그의 성과는 분데스리가 거함 FC 바이에른 뮌헨의 관심을 끌었고, 1990년에 이적하였다. 그는 뮌헨에서의 처음 두 시즌에 19골을 득점하였으나, 소속팀은 무관에 그쳤다.
로타어 마테우스 (그도 또한 한때 보루시아 묀헨글라트바흐의 선수였다.) 가 1992년에 뮌헨으로 복귀한 뒤, 에펜베르크는 ACF 피오렌티나로 이적하였으나, 덴마크의 브라이언 라우드루프와 아르헨티나의 가브리엘 바티스투타를 보유한 피오렌티나는 에펜베르크의 이적 원년에 세리에 A강등을 피할 수 없었다.
그 후, 에펜베르크는 친정팀 보루시아 묀헨글라트바흐로 이적하여 118경기 출장, 23골을 기록하였고, 이후에 FC 바이에른 뮌헨으로 다시 이적하였다. 바이에른 뮌헨에서의 2기는 1기보다 훨씬 성공적이었고, 리그 3연패에 달성하는 것은 물론, 발렌시아 CF와의 UEFA 챔피언스리그 2000-01의 결승전에서는 정규 시간에 페널티킥으로 동점골을 기록하여 팀이 승부차기 끝에 승리하도록 하였다. 이 시즌의 챔피언스리그에서, 그는 MVP로 선정되었다. 2002년, 그가 바이에른에서 떠난 후, 팬들은 역대 베스트 11 투표에 그의 이름을 올렸다.
그는 VfL 볼프스부르크에서 성공적이지 못한 한 시즌을 보낸 후, 카타르의 알아라비 SC에서 또다시 한시즌을 보내고 은퇴하였다. 이후, 그는 독일 TV의 평론가로 등장하였다.

## 국가대표팀 경력
에펜베르크는 독일 축구 국가대표팀에 차출되어 35경기에 출장하며 5골을 득점하였다. 그는 웨일스와의 UEFA 유로 1992 예선전에서 첫 출전하였는데, 그는 이 경기에서 막판 18분을 뛰었으나, 독일은 0-1 패를 당하였다. 그는 이후 이 대회의 본선에 출전하여, 스코틀랜드와의 조별리그 2차전에서 득점하여 2-0 승리를 견인하였다.
그러나, 에펜베르크의 국가대표팀 커리어는 논란의 대상으로 언론의 질타를 받았으며, 몇년간 국가대표팀 경기에 출장하지 못하였다. 독일 축구 국가대표팀은 1994년 FIFA 월드컵 이후에 그를 더 이상 차출하지 않기로 결정하였다. 그는 94년 댈러스의 코튼볼에서 열린 대한민국과의 월드컵의 조별리그 C조 최종전에서 교체아웃되는 도중 야유를 보내고 있던 관중을 향해 부적절한 손짓을 하였다. 그가 교체될 당시 전반전에 3-0으로 앞서나가던 독일은 후반전에 들어 2골을 연달아 실점하여 1골차로 추격당하고 있었다. 그 결과, 베르티 포크츠는 부적절한 손짓을 한 에펜베르크를 대회가 끝나기 전에 강제로 퇴출시켰다.
에펜베르크는 4년 후, 국가대표팀에 다시 차출되어 9월의 몇차례 친선경기에 출전하였다. 에펜베르크는 이 때에 경기에 출전한 것을 끝으로 국가대표팀과 결별하였고, 포크츠도 그 이후로 감독직을 내려놓았다.

## 경력 통계

### 클럽 기록
| 독일     | 독일                    | 독일               | 리그 | 리그 | DFB-포칼      | DFB-포칼      | DFB-리가포칼 | DFB-리가포칼 | 유럽대항전   | 유럽대항전   | 합계 | 합계 |
| 독일     | 독일                    | 독일               | 출장 | 골   | 출장          | 골            | 출장         | 골           | 출장         | 골           | 출장 | 골   |
| -------- | ----------------------- | ------------------ | ---- | ---- | ------------- | ------------- | ------------ | ------------ | ------------ | ------------ | ---- | ---- |
| 1987–88  | 보루시아 묀헨글라트바흐 | 분데스리가         | 15   | 1    |               |               |              |              |              |              |      |      |
| 1988–89  | 보루시아 묀헨글라트바흐 | 분데스리가         | 29   | 3    |               |               |              |              |              |              |      |      |
| 1989–90  | 보루시아 묀헨글라트바흐 | 분데스리가         | 29   | 6    |               |               |              |              |              |              |      |      |
| 1990–91  | FC 바이에른 뮌헨        | 분데스리가         | 32   | 9    |               |               |              |              |              |              |      |      |
| 1991–92  | FC 바이에른 뮌헨        | 분데스리가         | 33   | 10   |               |               |              |              |              |              |      |      |
| 이탈리아 | 이탈리아                | 이탈리아           | 리그 | 리그 | 코파 이탈리아 | 코파 이탈리아 | 리그컵       | 리그컵       | 유럽대항전   | 유럽대항전   | 합계 | 합계 |
| 이탈리아 | 이탈리아                | 이탈리아           | 출장 | 골   | 출장          | 골            | 출장         | 골           | 출장         | 골           | 출장 | 골   |
| 1992–93  | ACF 피오렌티나          | 세리에 A           | 30   | 5    |               |               |              |              |              |              |      |      |
| 1993–94  | ACF 피오렌티나          | 세리에 B           | 26   | 7    |               |               |              |              |              |              |      |      |
| 독일     | 독일                    | 독일               | 리그 | 리그 | DFB-포칼      | DFB-포칼      | DFB-리가포칼 | DFB-리가포칼 | 유럽대항전   | 유럽대항전   | 합계 | 합계 |
| 독일     | 독일                    | 독일               | 출장 | 골   | 출장          | 골            | 출장         | 골           | 출장         | 골           | 출장 | 골   |
| 1994–95  | 보루시아 묀헨글라트바흐 | 분데스리가         | 30   | 7    |               |               |              |              |              |              |      |      |
| 1995–96  | 보루시아 묀헨글라트바흐 | 분데스리가         | 31   | 7    |               |               |              |              |              |              |      |      |
| 1996–97  | 보루시아 묀헨글라트바흐 | 분데스리가         | 29   | 1    |               |               |              |              |              |              |      |      |
| 1997–98  | 보루시아 묀헨글라트바흐 | 분데스리가         | 28   | 8    | 1             | 0             |              |              |              |              |      |      |
| 1998–99  | FC 바이에른 뮌헨        | 분데스리가         | 31   | 8    | 6             | 3             |              |              |              |              |      |      |
| 1999–00  | FC 바이에른 뮌헨        | 분데스리가         | 27   | 2    | 5             | 0             |              |              | 11           | 2            |      |      |
| 2000–01  | FC 바이에른 뮌헨        | 분데스리가         | 20   | 4    | 0             | 0             |              |              | 10           | 1            |      |      |
| 2001–02  | FC 바이에른 뮌헨        | 분데스리가         | 17   | 2    | 4             | 0             |              |              | 7            | 1            |      |      |
| 2002–03  | VfL 볼프스부르크        | 분데스리가         | 19   | 3    | 2             | 0             | 0            | 0            | 0            | 0            | 19   | 2    |
| 카타르   | 카타르                  | 카타르             | 리그 | 리그 | 컵            | 컵            | 리그컵       | 리그컵       | 아시아대항전 | 아시아대항전 | 합계 | 합계 |
| 카타르   | 카타르                  | 카타르             | 출장 | 골   | 출장          | 골            | 출장         | 골           | 출장         | 골           | 출장 | 골   |
| 2003–04  | 알아라비 SC             | 카타르 스타스 리그 | 15   | 4    | 0             | 0             | 0            | 0            | 0            | 0            | 15   | 4    |
| 합계     | 독일                    | 독일               | 370  | 71   |               |               |              |              |              |              |      |      |
| 합계     | 이탈리아                | 이탈리아           | 56   | 12   |               |               |              |              |              |              |      |      |
| 합계     | 카타르                  | 카타르             | 15   | 4    |               |               |              |              |              |              |      |      |
| 합계     | 경력 합계               | 경력 합계          | 431  | 87   |               |               |              |              |              |              |      |      |

### 국가대표팀 출장 기록
| 독일 축구 국가대표팀 | 독일 축구 국가대표팀 | 독일 축구 국가대표팀 |
| 연도                 | 출장                 | 골                   |
| -------------------- | -------------------- | -------------------- |
| 1991                 | 4                    | 0                    |
| 1992                 | 12                   | 2                    |
| 1993                 | 11                   | 3                    |
| 1994                 | 6                    | 0                    |
| 1995                 | 0                    | 0                    |
| 1996                 | 0                    | 0                    |
| 1997                 | 0                    | 0                    |
| 1998                 | 2                    | 0                    |
| 합계                 | 35                   | 5                    |

### 국가대표팀 득점 기록
아래의 점수에서 왼쪽의 점수가 독일의 점수이다.
| #  | 날짜            | 경기장                    | 상대       | 점수 | 최종결과 | 대회           |
| -- | --------------- | ------------------------- | ---------- | ---- | -------- | -------------- |
| 1. | 1992년 6월 15일 | 이드롯스파르켄, 노르셰핑  | 스코틀랜드 | 2–0  | 2–0      | UEFA 유로 1992 |
| 2. | 1992년 9월 9일  | 파르켄, 쾨벤하운          | 덴마크     | 2–1  | 2–1      | 친선경기       |
| 3. | 1993년 4월 14일 | 루르슈타디온, 보훔        | 가나       | 2–1  | 6–1      | 친선경기       |
| 4. | 1993년 4월 14일 | 루르슈타디온, 보훔        | 가나       | 4–1  | 6–1      | 친선경기       |
| 5. | 1993년 6월 19일 | 폰티액 실버돔, 디트로이트 | 잉글랜드   | 1–0  | 2–1      | US컵           |

## 수상

### 클럽
- 세리에 B: 1993-94
- UEFA 챔피언스리그: 2000-01
- 인터콘티넨털컵: 2001
- 분데스리가: 1998-99, 1999-2000, 2000-01
- DFB-포칼: 1994–95, 1999–2000
- DFB-리가포칼: 1998, 1999, 2000
- DFL-슈퍼컵: 1990

### 국가대표팀
- UEFA 유럽 축구 선수권 대회 준우승: 1992

### 개인
- UEFA 올해의 클럽 축구 선수: 2001
- UEFA 유로 대회 베스트 : 1992
- 키커 선정 분데스리가 올해의 팀 : 1990–91, 1991–92, 1994–95, 1995–96, 1996–97, 1997–98, 1999–2000
- ESM 선정 올해의 팀 : 1998–99

## 논란 / 사생활
에펜베르크는 괴팍한 성격으로 팬들의 관심을 받는 것으로 알려져 있다. 1991년, 반프로 팀인 코르크 시티 FC와의 UEFA컵 경기를 앞두고, 에펜베르크는 코르크 시티의 미드필더인 데이브 배리의 플레이를 가지고 "(그의) 할아버지와 같다"라며 승리를 확신하였다. 이를 들은 배리는 머스그레이브 파크에서 열린 경기에서 선제골을 넣으며, 에펜베르크의 발언에 응수하였고, 경기는 1-1 무승부로 끝났다.
1990년대말, 에펜베르크는 타블로이드에 간간히 모습을 드러냈고, 특히 그의 아내인 마르티나가 남편이 토마스 슈트룬츠의 아내인 클라우디아 슈트룬츠와 연애를 했다는 사실을 폭로하였을 때 그 정점을 찍었다. 이후, 에펜베르크는 논란을 일으킨 자서전을 출판하였고, 이 자서전에서는 그의 팀동료 로타어 마테우스를 비롯한 여러명의 축구인들에게 독설을 퍼부었다.
2001년, 에펜베르크는 나이트클럽에서 여성을 폭행한 혐의로 벌금형이 내려졌다. 이듬해, 그는 독일의 실업자들이 취직자리를 찾는데 너무 소홀하고, 이들에 대한 사회보장 혜택을 축소시켜야 한다고 주장하였다. 이 인터뷰 내용은 플레이보이에 실려 있다.
2004년, 에펜베르크는 클라우디아 슈트룬츠와 결혼하였고, 에펜베르크는 클라우디아와 토마스 슈트룬츠 부부 슬하의 세 자녀를 그의 슬하에 두게 되었다. 에펜베르크 부부는 이후에 미국 플로리다주로 이주하였다.